# 叶朗
叶朗（1938年9月—），男，浙江衢州人，中国美学家，曾任北京大学哲学系教授，博士生导师，第九、十届全国政协委员。